# Bruno Wahl (Entomologe)
Bruno Wahl (* 12. Dezember 1876 in Salzburg; † 19. März 1971 ebenda) war ein österreichischer Entomologe.

## Leben
Der gebürtige Salzburger Bruno Wahl widmete sich nach abgelegter Matura einem Studium der Zoologie an der Universität Wien sowie an der Ludwig-Maximilians-Universität München, das er 1900 in Wien mit der Promotion abschloss. 1899 erhielt Bruno Wahl eine Assistentenstelle am Zoologischen Institut der Universität Graz, 1904 wechselte er an die Bundesanstalt für Pflanzenschutz in Wien, deren Leitung er seit 1924 innehatte.
1916 habilitierte er sich für Entomologie an der Universität Wien, wo er von 1923 bis 1934 als Honorardozent sowie von 1942 bis 1947 als außerplanmäßiger Professor wirkte. Zusätzlich habilitierte er sich 1922 an der Hochschule für Bodenkultur, wo er bis 1938 eine Privatdozentur ausfüllte. Das Forschungsinteresse des 1924 zum Hofrat ernannten Wahl galt Turbellarien, Pflanzenschädlingen sowie dem Pflanzenschutz.
Wahl gehörte seit 1921 der Akademischen Burschenschaft Ostmark Wien an.

## Schriften
- Ueber das Tracheensystem und die Imaginalscheiben der Larve von Eristalis tenax, L. Dissertation. In: Arbeiten aus dem Zoologischen Institut der Universität Wien und der Zoologischen Station in Triest. Band 12, Wien 1899, S. 45–98 (zobodat.at [PDF]).
- Die biologische Methode der Bekämpfung von Pflanzenschädlingen, Selbstverlag, 1914
- Über die Kopfbildung cyclorhapher Dipterenlarven und die postembryonale Entwicklung des Fliegenkopfes, Neuauflage, Alfred Hölder, 1914;  ebenso in: Arbeiten aus dem Zoologischen Institut der Universität Wien und der Zoologischen Station in Triest. Band 20, Wien 1915, S. 159–272 (zobodat.at [PDF]).
- Bericht über die Tätigkeit der Bundesanstalt für Pflanzenschutz in Wien in den Jahren 1921 bis 1923, Wien 1924
- Einschleppung der San José-Schildlaus in Mitteleuropa, Hirschmann, 1932
- Der Coloradokäfer oder Kartoffelkäfer (Doryphora: Leptinotarsa decemlineata Say), Bundesanstalt für Pflanzenschutz, Wien 1937